# 上月せれな
上月 せれな（こうづき せれな、1999年7月1日）は、日本のソロアイドル、アニソン歌手。長野県佐久市出身。愛称は「せれちゅ」、キャッチコピーは「ライブモンスター」。所属レーベルはタワーレコードのアイドル専門レーベルyouthsource records。所属事務所はレッドノーズコーポレーション。

## 略歴
2014年4月デビュー。同年8月31日までは上田市を拠点として活動するあっぷる学園応援部のメンバー。当時は中学生にして、地元長野と東京を往復しながら、海外公演を含む年間200本以上のライブに出演し、中学校卒業後の2015年4月までに3枚のCDを発売した。
2015年7月、タワーレコードのアイドル専門レーベルyouthsource recordsに移籍。移籍後、初となる両A面シングル「最強メロディー2/同じ空の下で」は、グループアイドル全盛といわれる中、オリコンデイリーチャート4位、インディーズ週間チャート2位という異例の好順位を記録した。
『同じ空の下で』は上月せれな自身も出演している映画『浄霊探偵』の挿入歌となっており、上月自身の役柄も物語のキーとなる、ヒロインの高柳明音（SKE48）の妹役を演じた。
2016年6月発売の6thシングルCD「Shake the DiCE」は、1992年から続く人気アニメシリーズ『天地無用!魎皇鬼』第四期のエンディング曲にタイアップされることが決定した。さらには同年11月発売の7thシングルCD「天地無用！」が同作品のオープニング曲にタイアップされた。
また、2014年4月27日のデビュー以来、2017年1月20日まで1000日連続で毎日欠かさずツイキャス配信を行った。
2017年5月6日、「武道館アイドル博2017」（東京・日本武道館）、2018年8月13日、「武道館アイドル博2018～1000人のアイドルと遊ぼう！～」（東京・日本武道館）に出演。
2018年7月、TVアニメ『スペースバグ』エンディングテーマに12thシングルCD「星の数だけ ありがとう」がタイアップされた。
2019年4月、フジテレビ系『奇跡体験！アンビリバボー』エンディングに13thシングルCD「Against the Storm」がタイアップされた。
2019年8月4日、TOKYO IDOL FESTIVALに4年連続の出演。
2020年1月1日、マイナビBLITZ赤坂にて自身最大規模のワンマンライブを開催。Twitterトレンド入りするなど大きな話題となった。
2020年4月、テレビ東京系アニメ『デュエル・マスターズ キング』エンディングテーマに14thシングルCD「ともだちだから」がタイアップされた。
2021年10月、テレビ東京系アニメ『デュエル・マスターズ キング」新エンディングテーマに「みんなといる世界」がタイアップされた。
2021年12月23日放送の『おはスタ』（テレビ東京）に出演し、「#せれちゅといる世界」がTwitterトレンド1位になるなど大きな反響を呼んだ。
2022年3月1日、小泉花恋とのユニット『SEiRëëN』を結成
2023年2月9日、アイドルグループ『Brave Mental Orchestra』結成
2025年2月24日、『Brave Mental Orchestra』を卒業
2025年4月、TOKYO MX／BSフジ他にてテレビアニメ『かくして！ マキナさん!!』オープニングテーマ曲に「家でYeah!ってアゲタイガー」がタイアップされる

## 人物
観客を煽る激しいライブパフォーマンスから、もしファンがケガをしてもすぐ助けられるようにと、救命技能認定の資格を取った。兄と弟がいる。

## ディスコグラフィー

### シングル
| #                                   | タイトル                            | 収録曲 | 発売日                              | 品番                                | 最高位                              | 備考 |
| Ultimate Records（2014年 - 2015年） | Ultimate Records（2014年 - 2015年） | Ultimate Records（2014年 - 2015年） | Ultimate Records（2014年 - 2015年） | Ultimate Records（2014年 - 2015年） | Ultimate Records（2014年 - 2015年） | Ultimate Records（2014年 - 2015年） |
| ----------------------------------- | ----------------------------------- | --- | ----------------------------------- | ----------------------------------- | ----------------------------------- | --- |
| -                                   | ハイテンションガール                | 1. ハイテンションガール | 2014年07月05日                      | ULTR-0008                           | -                                   | ライブ会場限定発売 |
| 01                                  | 最強メロディー                      | 1. 最強メロディー 2. ハイテンションガール 3. nerve 4. 最強メロディー (オケ) 5. ハイテンションガール (オケ) | 2014年10月26日                      | ULTR-0010                           | -                                   | デビューシングル、以降のCDは全国流通。 第0弾シングル「ハイテンションガール」の再録、 BiSの曲をオリジナル・アレンジした「nerve」を収録。                                           |
| 02                                  | 告白☆スリーカウント                 | 1. 告白☆スリーカウント 2. はじめてのチュウ 3. 告白☆スリーカウント (カラオケ) | 2014年12月25日                      | ULTR-0011                           | -                                   | |
| 03                                  | ナイトジャングルウォー              | 1. ナイトジャングルウォー 2. かまってだって 3. ナイトジャングルウォー (カラオケ) 4. かまってだって (カラオケ) | 2015年05月05日                      | ULTR-0012                           | -                                   | 2015年4月26日にライブ会場先行発売。 |
| youthsource records（2015年 - ）    |                                     | |                                     |                                     |                                     | |
| 04                                  | 最強メロディー2 / 同じ空の下で      | 1. 最強メロディー2 2. 同じ空の下で 3. 最強メロディー2 (カラオケ) 4. 同じ空の下で (カラオケ) | 2015年07月14日                      | YOSO-0003                           | 41位                                | 映画『浄霊探偵』挿入歌 デイリー4位。 2015年7月4日にライブ会場先行発売。 |
| 05                                  | VISION.                             | 1. VISION. 2. ぐるぐるはじけーしょん! 3. VISION. -instrumental- 4. ぐるぐるはじけーしょん! -instrumental- | 2015年12月01日                      | YOSO-0004                           | 47位                                | デイリー6位。 |
| 06                                  | Shake the DiCE                      | 1. Shake the DiCE 2. 道標(みちしるべ) 3. Sheke the DiCE (instrumental) 4. 道標(みちしるべ) (instrumental) | 2016年06月28日                      | YOSO-0006                           | 30位                                | OVA『天地無用!魎皇鬼』第四期 第1巻エンディングテーマ デイリー3位。 NHKベスト・アニソン100（集計期間：2016年12月12日〜2017年1月20日）にて73位                                      |
| 07                                  | 天地無用!                           | 1. 天地無用! 2. じゃぱにーずかるちゃー 3. 天地無用! (instrumental) 4. じゃぱにーずかるちゃー (instrumental) | 2016年11月29日                      | YOSO-0008                           | 64位                                | OVA『天地無用!魎皇鬼』第四期 第1巻オープニングテーマ デイリー8位。 |
| 08                                  | ダイスキスイッチ / 踊っチャイナ!    | 1. ダイスキスイッチ 2. 踊っチャイナ! 3. ダイスキスイッチ (inst) 4. 踊っチャイナ! (inst) | 2017年04月11日                      | YOSO-0009                           | 45位                                | 「踊っチャイナ!」が『アニメちゃんに会える国』内で放送のアニメ『森の妖精 キノコの娘』キャラクターソング＆エンディング曲 デイリー6位。                                              |
| 09                                  | 君と僕を繋ぐ歌                      | 1. 君と僕を繋ぐ歌 2. 君と僕を繋ぐ歌 (inst) | 2017年07月04日                      | YOSO-0011                           | 38位                                | iOS/Android対応アプリ『アイドル リズム パーティー』オープニングテーマ デイリー6位。                                                                                               |
| 10                                  | interface                           | 1. interface 2. Try Again 3. interface (inst) 4. Try Again (inst) | 2017年10月31日                      | YOSO-0012                           | 49位                                | テレビ東京系『開運!なんでも鑑定団』エンディングテーマ デイリー5位。 |
| 11                                  | Unmanned War                        | 1. Unmanned War 2. 最強メロディー４ 3. Unmanned War (battle theme) 4. Unmanned War (inst) 5. 最強メロディー４ (inst) | 2018年06月26日                      | YOSO-0014                           | 59位                                | スマホ向けガンシューティングゲーム「無人戦争2099」挿入歌 デイリー6位。 |
| 12                                  | 星の数だけ ありがとう               | 1. 星の数だけ ありがとう 2. 星の数だけ ありがとう (Anime Ending) 3. 星の数だけ ありがとう (English) 4. 星の数だけ ありがとう (inst) | 2018年09月25日                      | YOSO-0015                           | 38位                                | TVアニメ「スペースバグ」エンディングテーマ デイリー5位。 |
| 13                                  | Against the Storm                   | 1. Against the Storm 2. ヤッターランド 3. Against the Storm (inst) 4. ヤッターランド (inst) | 2019年06月25日                      | YOSO-0016                           | 45位                                | フジテレビ系『奇跡体験!アンビリバボー』エンディングテーマ デイリー10位。 |
| 14                                  | ともだちだから / Giant Killing      | 1. ともだちだから 2. Giant Killing 3. ともだちだから (TVサイズ) 4. ともだちだから (inst) 5. Giant Killing (inst) | 2020年05月26日                      | YOSO-0017                           | 29位                                | 「ともだちだから」テレビ東京系アニメ「デュエル・マスターズ キング」エンディングテーマ 「Giant Killing」漫画「ミリオンドール」公式イメージソング                                   |
| 15                                  | Higher and Higher                   | 1. Higher and Higher 2. Re:voice 3. Higher and Higher (アニメEDサイズver.) 4. Higher and Higher (inst) 5. Re:voice (inst) | 2020年12月15日                      | YOSO-0018                           | 35位                                | 「Higher and Higher」配信アニメ「爆丸アーマードアライアンス」エンディングテーマ                                                                                                   |
| 16                                  | NEVER END                           | 1. NEVER END 2. DAN!GAN!ドリーマー 3. NEVER END (アニメEDサイズver.) 4. DAN!GAN!ドリーマー (アニメEDサイズver.) 5. NEVER END (inst) 6. DAN!GAN!ドリーマー (inst) | 2021年06月29日                      | YOSO-0019                           | 31位                                | 「NEVER END」：アニメ「爆丸ジオガンライジング」エンディングテーマ 「DAN!GAN!ドリーマー」：アニメ『爆丸アーマードアライアンス』エンディング・テーマ オリコン週間アニメチャート８位 |
| 17                                  | みんなといる世界                    | 1. みんなといる世界 2. NEW WORLD 3. みんなといる世界 (アニメEDver.) 4. みんなといる世界 (inst) 5. NEW WORLD (inst) | 2021年12月14日                      | YOSO-0020                           | 28位                                | 「みんなといる世界」：テレビ東京系アニメ「デュエル・マスターズ キング！」エンディングテーマ 「NEW WORLD」：フジテレビ系「奇跡体験！アンビリバボー」エンディングテーマ             |
| 18                                  | WINNING ROAD                        | 1. WINNING ROAD 2. プッシュ？セレクト？コンティニュー！ 3. 家でYeah!ってアゲタイガー 4. ラストヒーロー 5. WINNING ROAD (アニメED ver.) 6. WINNING ROAD (inst) 7. プッシュ?セレクト?コンティニュー! (inst) 8. 家でYeah!ってアゲタイガー (inst) 9. ラストヒーロー (inst) | 2022年12月13日                      | QARF-60162                          |                                     | 「WINNING ROAD」：TVアニメ「デュエル・マスターズ WIN」のエンディングテーマ |
| 19                                  | 家でYeah!ってアゲタイガー           | 1. 家でYeah!ってアゲタイガー 2. RePaint 3. Ultra Punch 4. SPEED UP COASTER 5. 家でYeah!ってアゲタイガー (inst) 6. RePaint (inst) 7. Ultra Punch (inst) 8. SPEED UP COASTER (inst)                                                                                      | 2025年06月17日                      | QARF-60313                          |                                     | 「家でYeah!ってアゲタイガー」：TVアニメ「かくして！マキナさん」オープニングテーマ                                                                                                 |

### ミニアルバム
| #                             | タイトル                                             | 収録曲 | 発売日                        | 品番                          | 最高位                        | 備考                                                           |
| Ultimate Records（2020年 - ） | Ultimate Records（2020年 - ）                        | Ultimate Records（2020年 - ）                                                                                                   | Ultimate Records（2020年 - ） | Ultimate Records（2020年 - ） | Ultimate Records（2020年 - ） | Ultimate Records（2020年 - ）                                  |
| ----------------------------- | ---------------------------------------------------- | --- | ----------------------------- | ----------------------------- | ----------------------------- | -------------------------------------------------------------- |
| 0                             | Nostalgic Collection                                 | 1. 最強メロディー 2. ハイテンションガール 3. 告白☆スリーカウント 4. ナイトジャングルウォー 5. かまってだって! 6. スターメモリー | 2020年01月01日                | ULTR-0013                     |                               | デビュー当時リリースした楽曲を、再レコーディングをしてリリース |
| 0                             | せれアニ!～上月せれな アニソンカバーSelection～vol.1 | 1. Q&Aリサイタル! 2. 回レ!雪月花 3. スクランブル 4. 侵略ノススメ☆ 5. 変わらないもの 6. Rising Hope                              | 2020年01月01日                | ULTR-0014                     |                               | ジャケットイラストは宮尾佳和氏描き下ろし                       |

### アルバム
| # | タイトル         | 収録曲 | 発売日         | 品番       | 最高位 | 備考                                                                                            |
| - | ---------------- | --- | -------------- | ---------- | ------ | ----------------------------------------------------------------------------------------------- |
|   | BRAND NEW MOMENT | 1. BRAND NEW MOMENT 2. エンドレス土日 3. UNBREAKABLE 4. 回れ！激流洗濯機 5. CHAOS and FULL SWING 6. BRAND NEW MOMENT (inst) 7. エンドレス土日(inst) 8. UNBREAKABLE (inst) 9. 回れ!激流洗濯機(inst) 10. CHAOS and FULLSWING (inst) | 2023年08月22日 | QARF-60194 |        | 「BRAND NEW MOMENT」:TVアニメ『デュエル・マスターズ WIN 決闘学園編』7月クールエンディングテーマ |

## 出演

### テレビ番組
- ハイパーあいどるフェス（東京MXテレビ）2016年3月 -

- SOLD OUT![25][26]（CSテレ朝チャンネル1）2014年10月24日

- TOKYO IDOL PROJECT（フジテレビONE）2015年1月 - 3月

- アニメちゃんに会える国[27]（東京MXテレビ）2017年4月10日より毎週月曜日20：00～

- MUSIC B.B.（東京MXテレビ 他全国30局ネット）2018年4月よりレギュラー出演中

- GO WAY2～愛と涙のロケンロー～（千葉テレビ）2018年9月よりレギュラー出演中

- ギルドフレンズ〜世界へ？本気です！～（BSフジ）2019年1月 - 7月

- おはスタ（テレビ東京系）

### ラジオ
- BLITZ POWER PUSH（TBSラジオ）
- サブカルカフェ（FM岡山）
- FMFUJI GIRLS ♥GIRLS ♥GIRLS ＝flying high＝『上月せれなのラジオモンスター』（FM FUJI）[28][29]
- 劇団ひとりの「劇団サンバカーニバル」（FM FUJI）

### 映画
- ゆめはるか（2014年12月13日）
- 浄霊探偵（2015年7月18日） - 鹿篭あやめ 役[30]

### ドラマCD
- ミリオンドール 第6巻付属ドラマCD「ミリオンドールnextbeat」（2020年6月26日）メイド 役

### 声の出演
- デュエル・マスターズ キング！（ヘレナ）

### 雑誌
| タイトル             | 発売元                     | 発売日                |
| -------------------- | -------------------------- | --------------------- |
| アップトゥボーイ     | ワニブックス               | 2017年11月号          |
| KERA                 | ジェイ・インターナショナル | 2017年6月号           |
| 週刊ザテレビジョン   | KADOKAWA                   | 2017年48号            |
| IDOL FILE Vol.03     | シンコーミュージック       |                       |
| 月刊コロコロコミック | 小学館                     | 2020年5月・6月・7月号 |

### 主なライブイベント
| 日程                               | イベントタイトル                                                         | 会場                                 |
| ---------------------------------- | ------------------------------------------------------------------------ | ------------------------------------ |
| 2014年04月27日                     | 上月せれなデビューイベント                                               | 新宿レッドノーズ                     |
| 2015年04月26日                     | 上月せれなデビュー1周年記念ワンマン『15歳の決意～Start to the FUTURE～』 | 新宿RUIDO.K4                         |
| 2015年07月04日                     | 上月せれな生誕イベント『16 Solid Soul』                                  | 新宿BLAZE                            |
| 2015年07月20日                     | 『youthsource records設立記念インストアライブ』                          | タワーレコード渋谷店                 |
| 2015年12月13日                     | 上月せれな2ndワンマンライブ『UPPER MOON!』                               | 渋谷SOUND MUSEUM VISION              |
| 2015年12月20日                     | 『T-Palette Records感謝祭2015』                                          | 新宿BLAZE                            |
| 2016年04月24日                     | 上月せれなデビュー2周年3rdワンマンライブ『Shake the DiCE』               | 新宿RUIDO.K4                         |
| 2016年07月03日                     | 上月せれな17thバースデーライブ『LiVE MONSTER BD』                        | 渋谷SOUND MUSEUM VISION              |
| 2016年08月03日                     | TOKYO IDOL FESTIVAL 2016                                                 | お台場                               |
| 2016年12月04日                     | 上月せれな地元長野凱旋公演4thワンマンライブ『RISING MOON!!』             | 長野CLUB JUNK BOX                    |
| 2017年01月22日                     | TOWER RECORDS presents ザ・感謝祭2017新春                                | 品川ステラボール                     |
| 2017年04月16日                     | アッパームーン!!ミュージックフェス                                       | 長野CLUB JUNK BOX・長野the Venue     |
| 2017年04月22日                     | 上月せれなデビュー3周年5thワンマンライブ『MOON CHRONICLE』               | 青山 月見ル君想フ                    |
| 2017年07月02日                     | 上月せれな18thバースデーライブ『LiVE MONSTER BD』                        | 渋谷SOUND MUSEUM VISION              |
| 2017年08月05日                     | TOKYO IDOL FESTIVAL 2017                                                 | お台場                               |
| 2017年12月30日                     | 上月せれな6thワンマンライブ『BLAZING MOON』                              | 新宿BLAZE                            |
| 2018年03月25日                     | 上月せれな 高校卒業記念公演『卒業。専念。』                              | 渋谷Dr.Jeekahn's                     |
| 2018年04月22日                     | 上月せれな デビュー4周年記念公演『THOUSANDS MOON』                       | 渋谷SOUND MUSEUM VISION              |
| 2018年07月01日                     | 上月せれな19thバースデーライブ『LiVE MONSTER BD』                        | 渋谷SOUND MUSEUM VISION              |
| 2018年08月04日                     | TOKYO IDOL FESTIVAL 2018                                                 | お台場                               |
| 2018年09月01日                     | アニエラフェスタ                                                         | 長野県佐久市駒場公園                 |
| 2019年01月06日                     | FM長野開局30周年 ANILIVE                                                 | 長野CLUB JUNK BOX                    |
| 2019年05月03日                     | Re:animation in 肉フェス                                                 | お台場                               |
| 2019年04月21日                     | 地元凱旋7thワンマンライブ                                                | 長野CLUB JUNK BOX                    |
| 2019年08月03日                     | TOKYO IDOL FESTIVAL2019                                                  | お台場                               |
| 2019年08月18日                     | 8thワンマンライブ『ANI ‒ believable』                                    | 渋谷CLUB QUATTRO                     |
| 2019年08月25日                     | ＠JAM EXPO 2019                                                          | 横浜アリーナ                         |
| 2019年09月01日                     | アニエラフェスタ                                                         | 長野県佐久市駒場公園                 |
| 2019年10月20日                     | 仙台アニメフェス                                                         | 夢メッセみやぎ                       |
| 2020年01月01日                     | 9thワンマンライブ『Giant Killing』                                       | マイナビBLITZ赤坂                    |
| 2021年12月19日                     | 10thワンマンライブ『-UNCHAIN-』                                          | 新宿BLAZE                            |
| 2022年04月26日                     | 上月せれなデビュー8周年記念公演『エターナル∞アンコール』                 | 渋谷SOUND MUSEUM VISION              |
| 2023年01月01日                     | 上月せれな NEW YEAR LIVE 2023『ONENESS』                                 | 渋谷club asia                        |
| 2023年04月23日                     | デビュー9周年ワンマンライブ『UNBREAKABLE』                               | 渋谷WOMB                             |
| 2023年07月02日                     | 上月せれな生誕祭「This is Live Monster～COUNTDOWN 100」                  | 新宿アルタKeyStudio                  |
| 2023年08月26日                     | ＠JAM EXPO 2023 supported by UP-T                                        | 横浜アリーナ                         |
| 2023年08月27日                     | Animelo Summer Live 2023 -AXEL- けやきひろばステージ                     | さいたまスーパーアリーナけやきひろば |
| 2023年09月17日                     | ナガノアニエラフェスタ 2023                                              | 長野県佐久市駒場公園                 |
| 2024年01月01日                     | 上月せれなNEW YEAR LIVE 2024                                             | 渋谷duo MUSIC EXCHANGE               |
| 2024年04月21日                     | 上月せれなデビュー10周年記念公演ワンマンライブ                           | 白金高輪SELENE b2                    |
| 2024年06月01日                     | バースデーワンマンライブ『Monster Garden』                               | 日比谷野音                           |
| 2024年08月31日                     | Animelo Summer Live 2024 -Stargazer- けやきひろばステージ                | さいたまスーパーアリーナけやきひろば |
| 2024年09月15日                     | ＠JAM EXPO 2024 supported by UP-T                                        | 横浜アリーナ                         |
| 2024年09月21日                     | ナガノアニエラフェスタ 2024                                              | 長野県佐久市駒場公園                 |
| 2025年01月01日                     | 上月せれなNEW YEAR LIVE 2025                                             | 渋谷duo MUSIC EXCHANGE               |
| 2025年04月26日                     | 上月せれなデビュー10周年記念公演ライブ「the END of the first DECADE」    | 神田明神ホール                       |
| 2025年05月05日                     | 歌舞伎町UP GATE↑↑2025                                                    | 新宿DENoA                            |
| 2025年06月028日                    | ANISONIC# Vol.2 -DAY-                                                    | 渋谷eggman                           |
| 2025年07月06日                     | 超NATSUZOME 2025                                                         | 幕張海浜公園Ｇブロック               |
| 2025年07月20日                     | 上月せれな生誕祭「夜明けまでYeah！ってアゲタイガー」                     | 川崎CLUB CITTA'                      |
| 2025年07月26日 2025年07月27日      | 台北 漫画博覧会2025 TIF ASIA TOUR                                        | 台北世界貿易センター                 |
| 2025年08月01日                     | TOKYO IDOL FESTIVAL 2025 supported by にしたんクリニック                 | お台場・青海周辺エリア               |
| 2025年08月09日 2025年08月10日 予定 | 神田明神 アイドル納涼祭                                                  | 神田明神ホール                       |
| 2025年08月013日 予定               | NEO KESSEN2025                                                           | 渋谷                                 |
| 2025年08月31日 予定                | ＠JAM EXPO 2025 supported by UP-T                                        | 横浜アリーナ                         |
| 2025年09月13日 予定                | ナガノアニエラフェスタ 2025                                              | 長野県佐久市駒場公園                 |